# キャンプファイヤー
キャンプファイヤー（英語: campfire）は、キャンプ場所でおこなわれる焚き火。調理のために使われたり、人と人が集って社会的活動（交流活動）をする場所となる。ボーイスカウトでは「営火（えいか）」とも呼ばれる。
キャンプファイヤーをどのようなものにするか、というのはキャンプが催されている目的や、主催する人のセンスにもよる。単純に調理の場としてのみ使う人もいる。身体を温める場に使う人もいる。軽い社交の場に使う人もいる。人と人の心を結ぶための儀式の場にする主催者もいる。呪術的、宗教的な儀式の場にする主催者もいる。
ちなみにキャンプ以外の祭事などで火を焚く行事は、ボーンファイヤー、ファイヤーラリー (fire rally)、ファイヤーストーム（日本での語法。本来は火災旋風のこと）などと呼ばれる。似ている面もあるが、それらはキャンプファイヤーではないので、ここでは扱わない。

## 種類

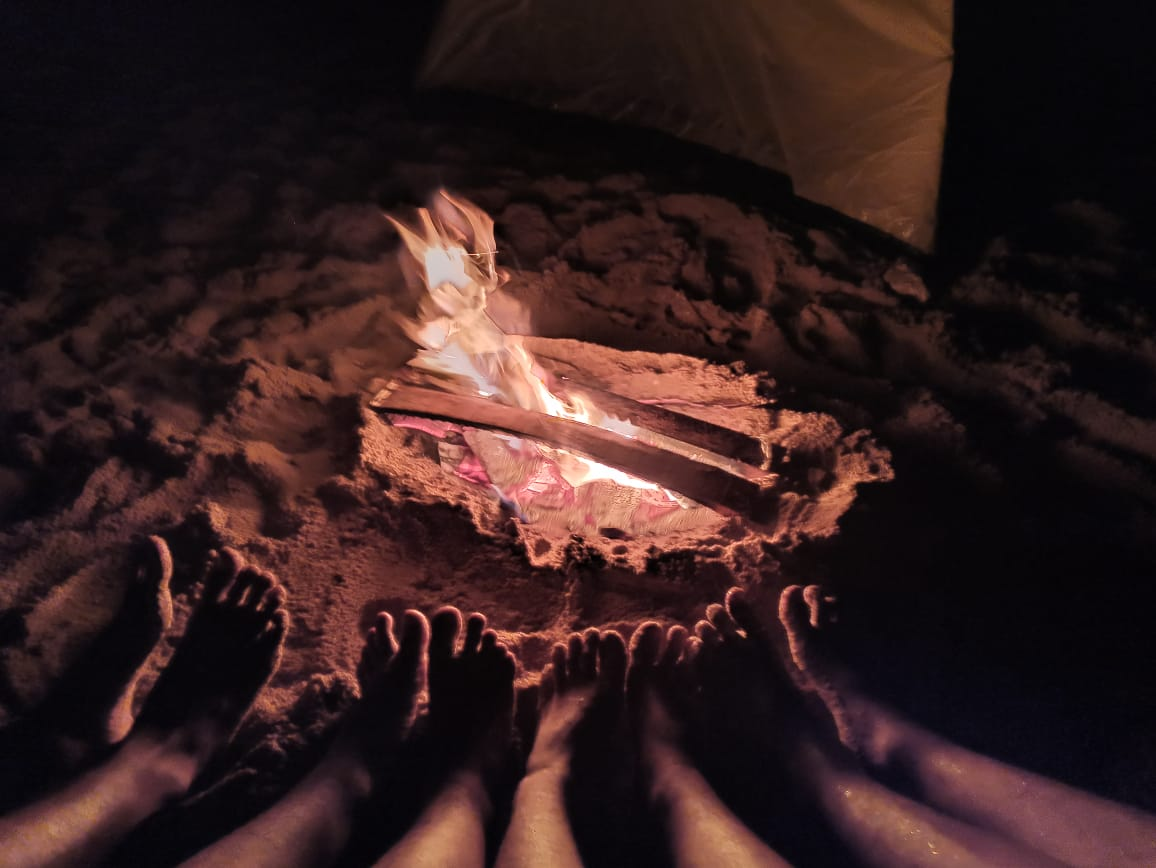
身体を温めるためのキャンプファイヤー。自然と人が集まり、友情が育まれる。

茂木慎雄によれば、キャンプファイヤーには（機能的には）、1.身体をあたためるもの 2.料理をしたりするもの 3.実用を離れた趣味のものの３種類ある。
以下に挙げるもののうち、料理に多く用いられるのは、星形の火、狩人の火であり、日本の飯を炊くには蜘蛛の巣の火がよい。個人的な趣味の火には小さい星形の火がよく、大人数のキャンプファイヤーには大きい星形の火、蜘蛛の巣の火がよろこばれる。ネスムックの火は深山で燃料が多量にあるときや寒夜などにひと晩じゅう焚く火によい。
星形の火 (star fire、Indian Fire)
アメリカインディアンによって好まれるので「インディアンの火」とも、また薪が少なくて済むので「怠け者の火 」(lazyman’s fire) とも、いう。薪を放射線状に並べるので、この名が生じた。石や煉瓦を放射線状に並べてその中心で火を焚くのもこの一種である。
狩人の火 (hunter’s fire)
狩人が好んで作るのでこの名が生じた。鉄道枕木くらいの生木を2本、並べて、その間で火を焚く。常に風や煙が手前から奥に抜けるように、風向によって枕木の位置を変える。陸軍でしばしば行なわれる炊爨壕は風向が変化すると掘り直さなければならないが、狩人の火はたんに枕木の位置を直せばよい。
ネスムックの火 (Nessmuk’s fire)
大キャンパーであるネスムック(en)が好んで使ったことからこの名が生じた。火熱を反射するから、 “reflector” とも、火背に木を並べるから “back log fire” ともいう。仮に直径 1 尺 ( 30.3cm ほど ) の立木を倒したとすると、長さ 5 尺 ( 1.51m ほど ) くらいの丸太 3 本を作って火背の木とする。つまり火熱を反射させる壁 (reflector) である。石や煉瓦が多い地方であればそれを利用する。背は高ければ高いほどよい。熱を反射させるほかに煙突がわりにする。つぎに杙 2 本を作って地上に斜めに相平行して建てる。火背の木をこれに横に並べかける。最太のものを最下に置き、しだいに細いのを積む。その前方にこれに接して薪架として直径 5,6 寸の丸太を焚く。直径 6 寸( 18.2cmほど )くらい、長さ 1 丈( 3.03mほど )くらいの丸太が 13,14 本あればひと晩じゅう火を焚き続けることができる。

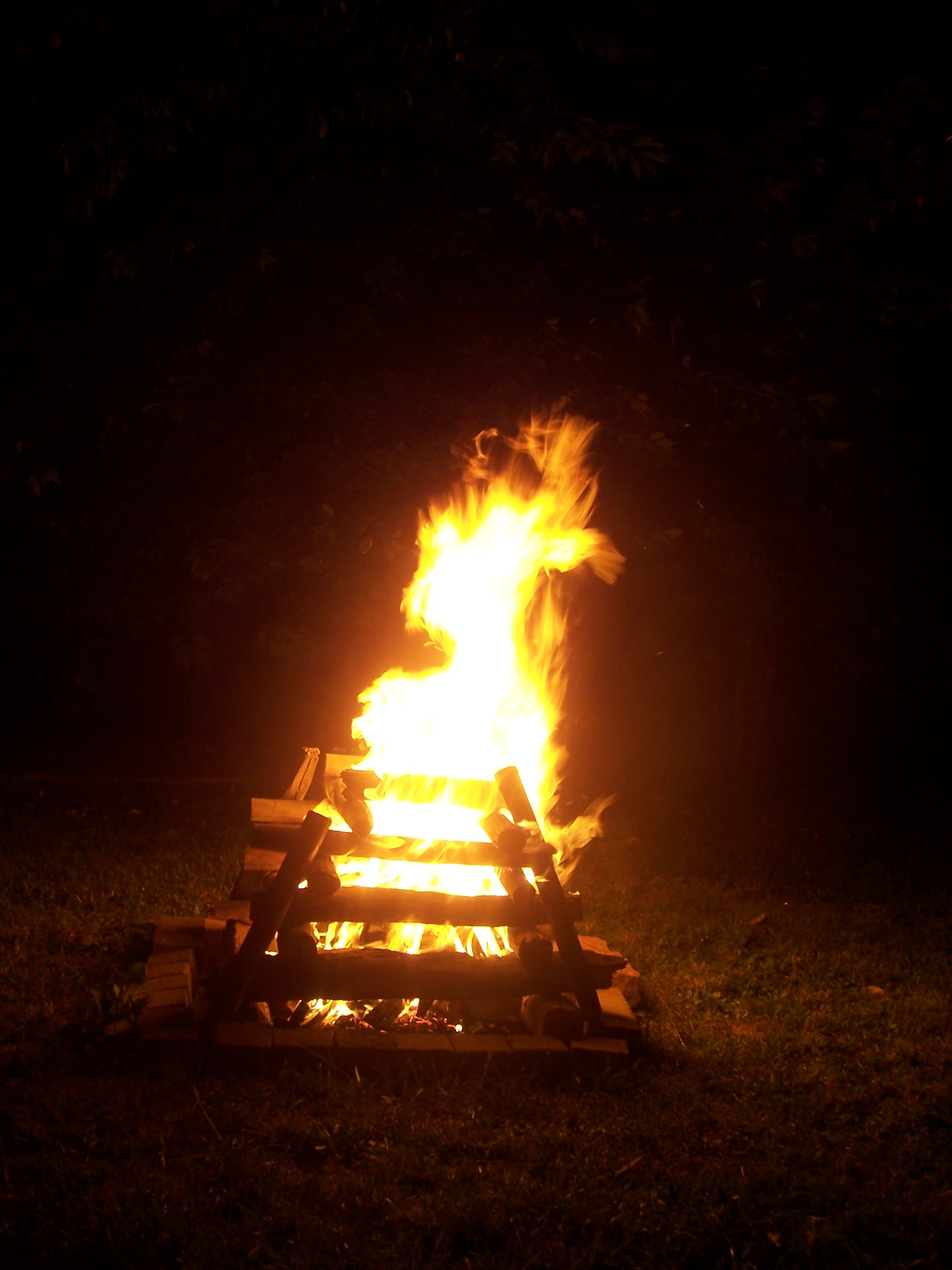
立派な井桁を組んだ例

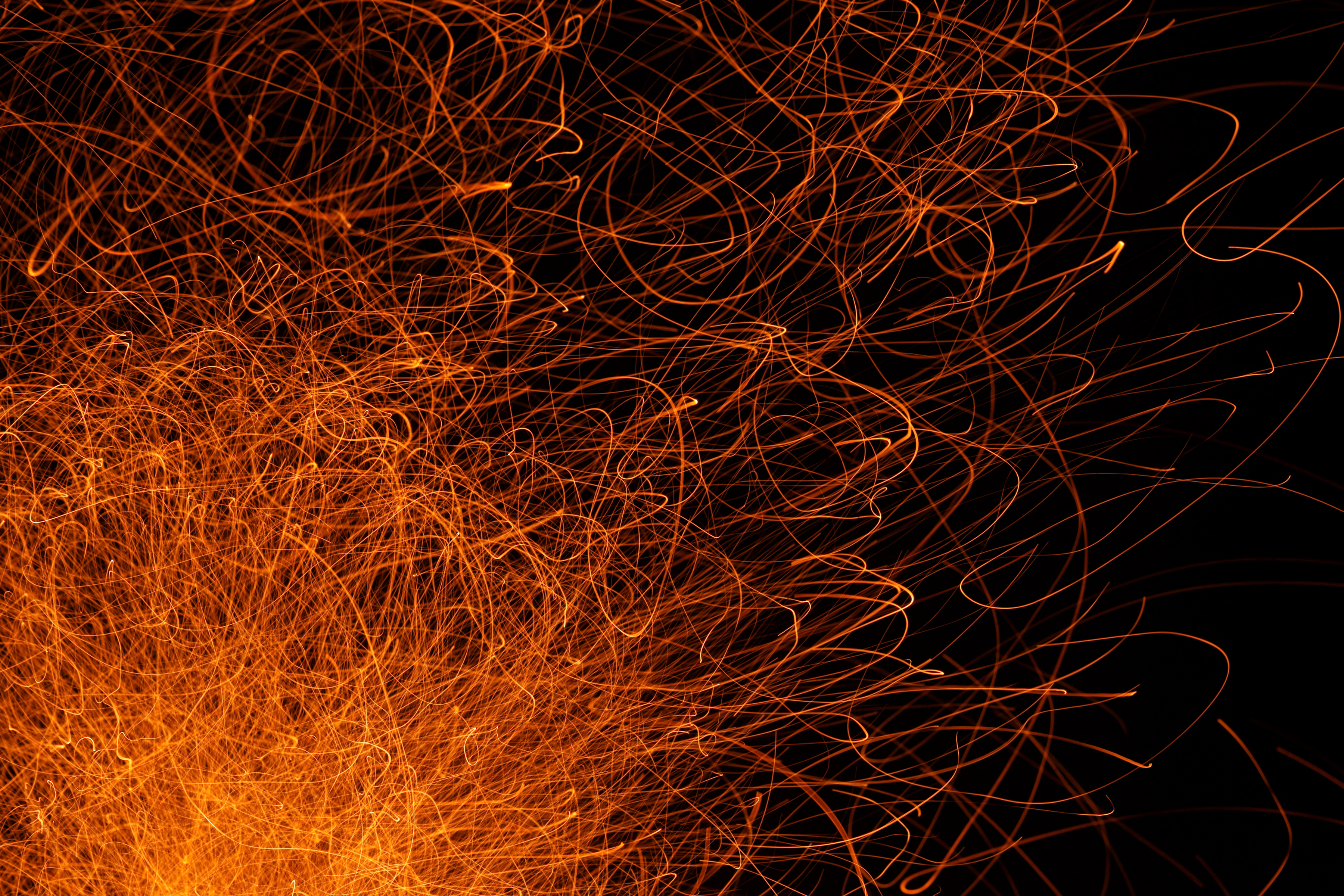
輝くキャンプファイヤーの火花、フィンランドの Anttoora にて

蜘蛛の巣の火 (cob house fire)
日本の越中や信州の案内人がよく焚く。太い薪を 4 本並べ、地上に四角形を作り、その中央に細い枯枝で小ピラミッドを作る。つぎにしだいに細い枝で井桁を組んでいく。4,5 段組むと、細長い枝数本に点火する。火炎は細長い枝を伝って全体を火炎の家として終る。

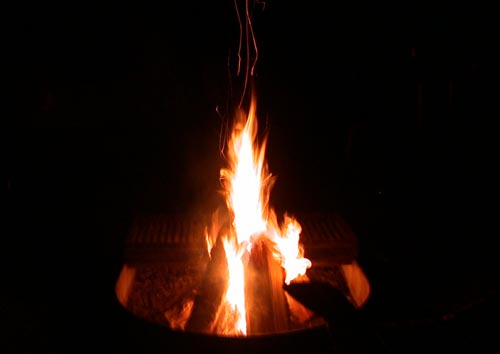
キャンプファイヤーの一例
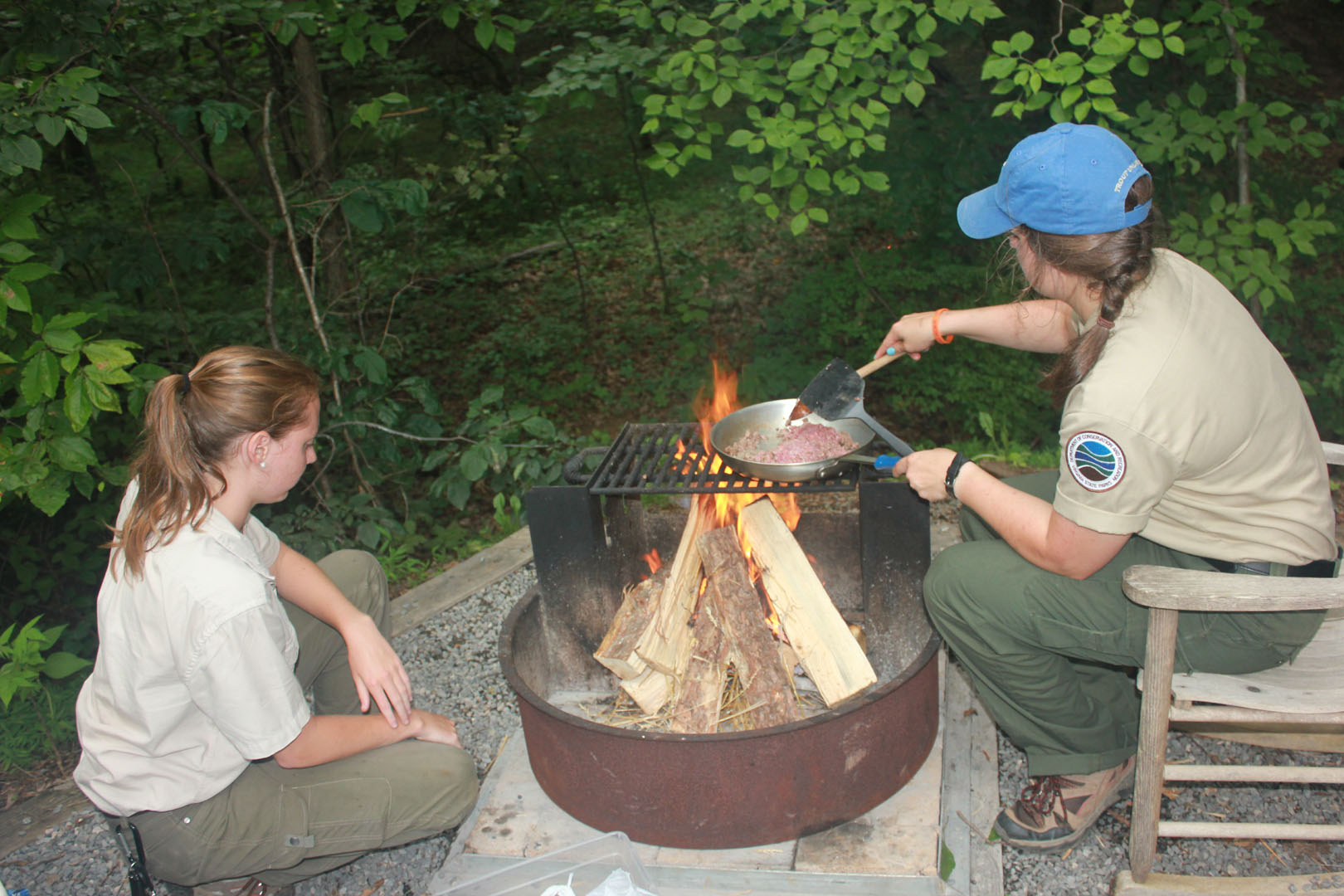
キャンプファイヤーを使った調理
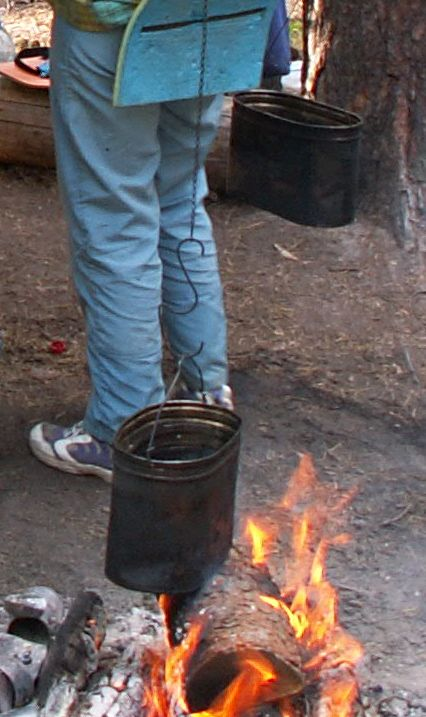
調理用キャンプファイヤー
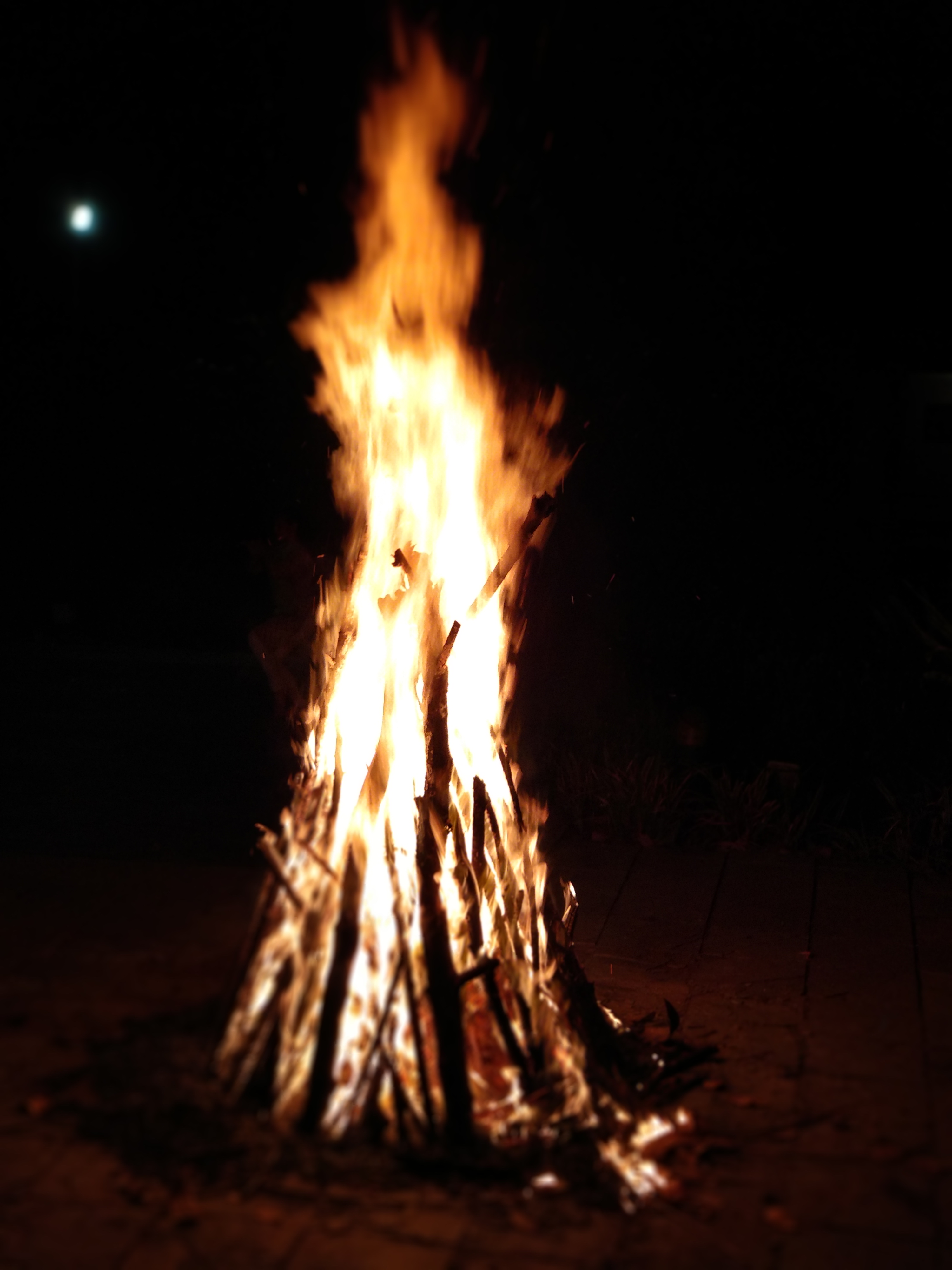
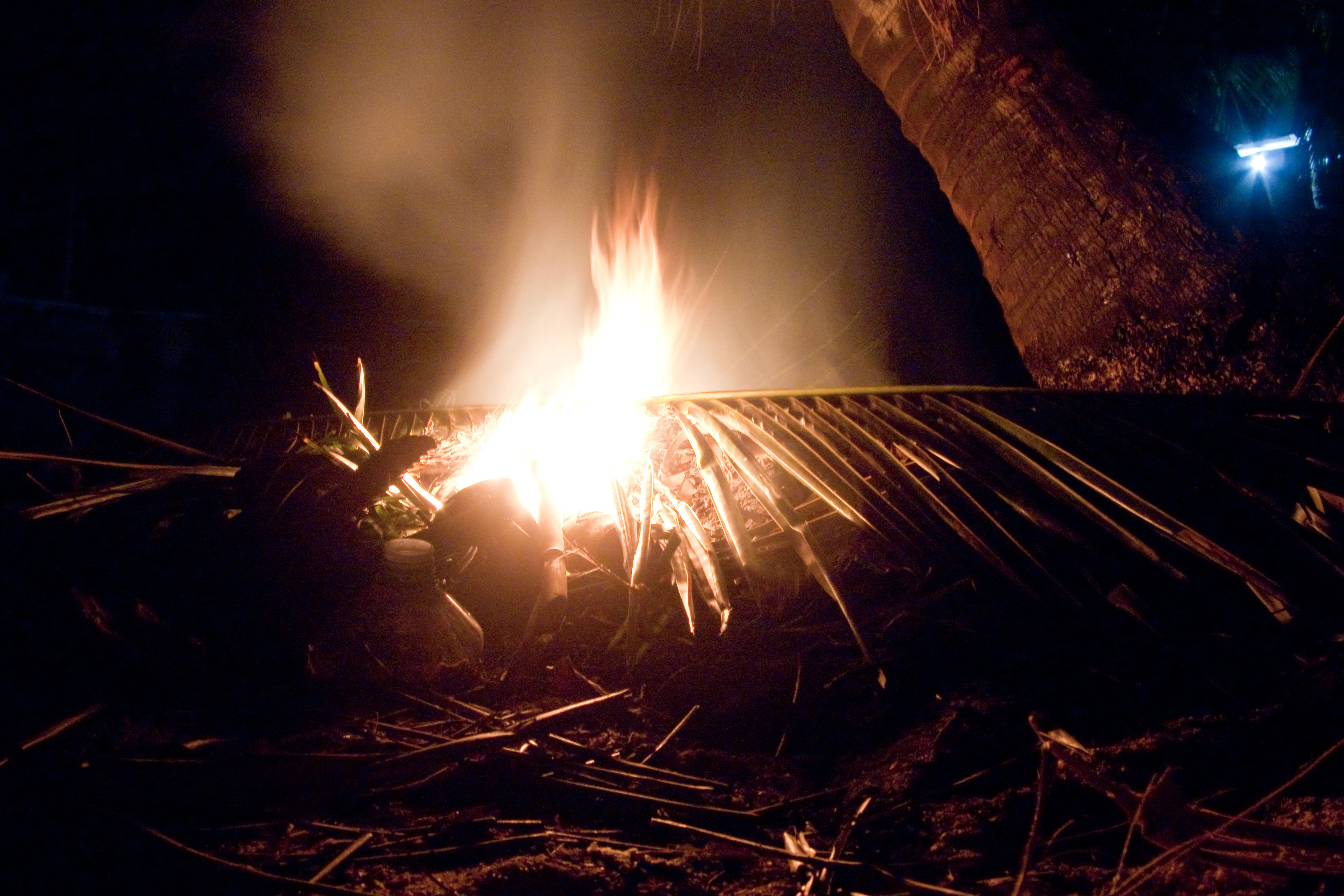
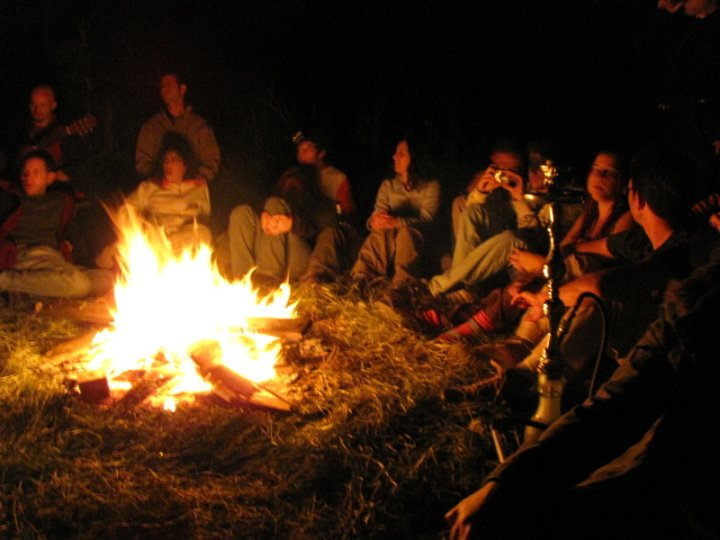
キャンプファイヤー（イスラエルにて）
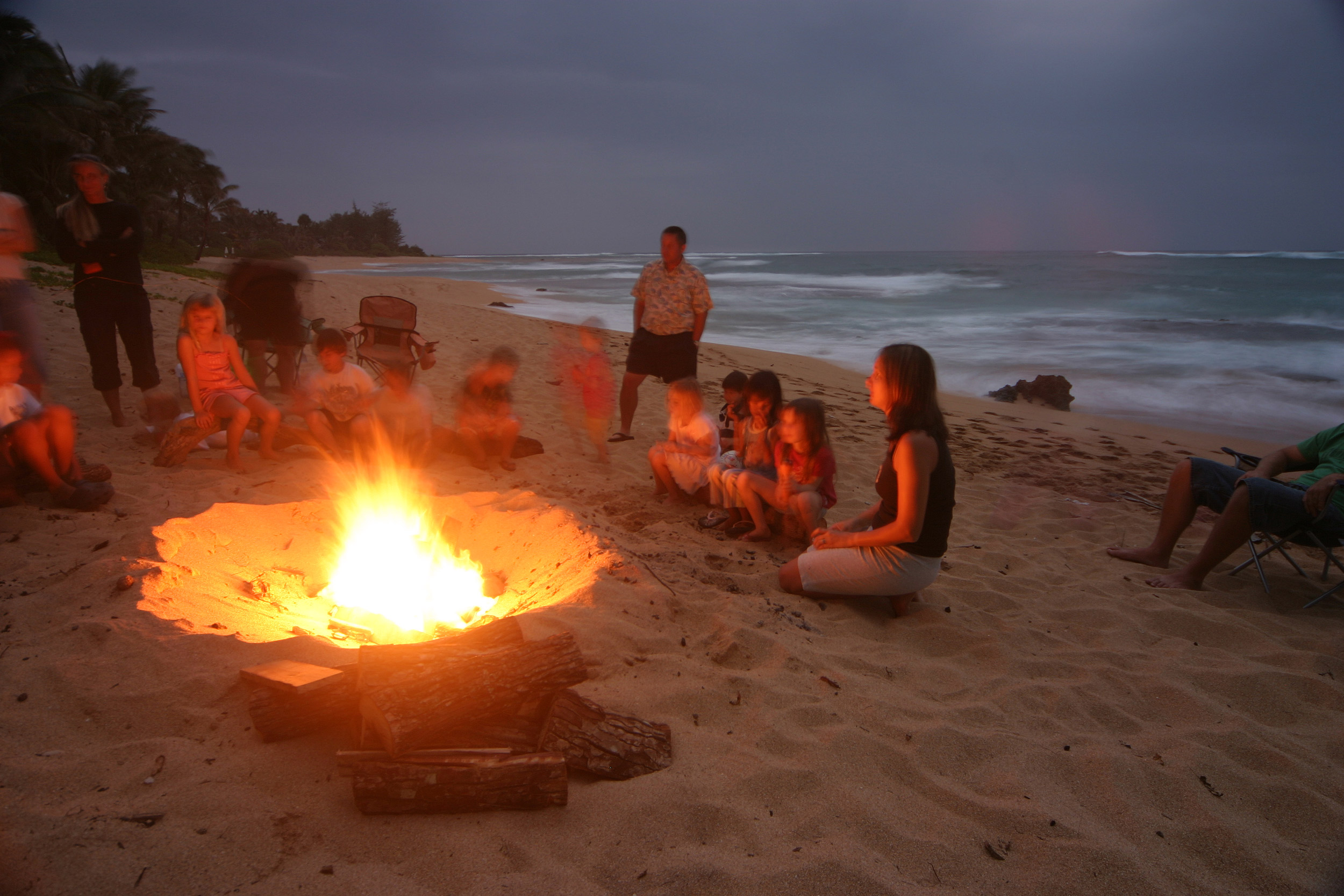
砂浜で行うキャンプファイヤー
ノルウェーに伝わる rakovalkea という方式
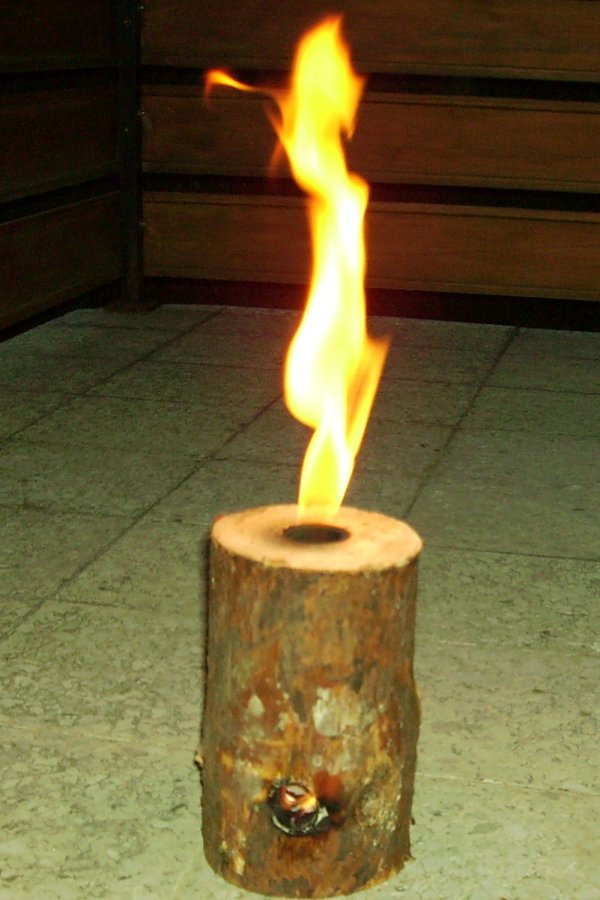
スウェディッシュファイヤー（ドイツ語版）

## 歴史

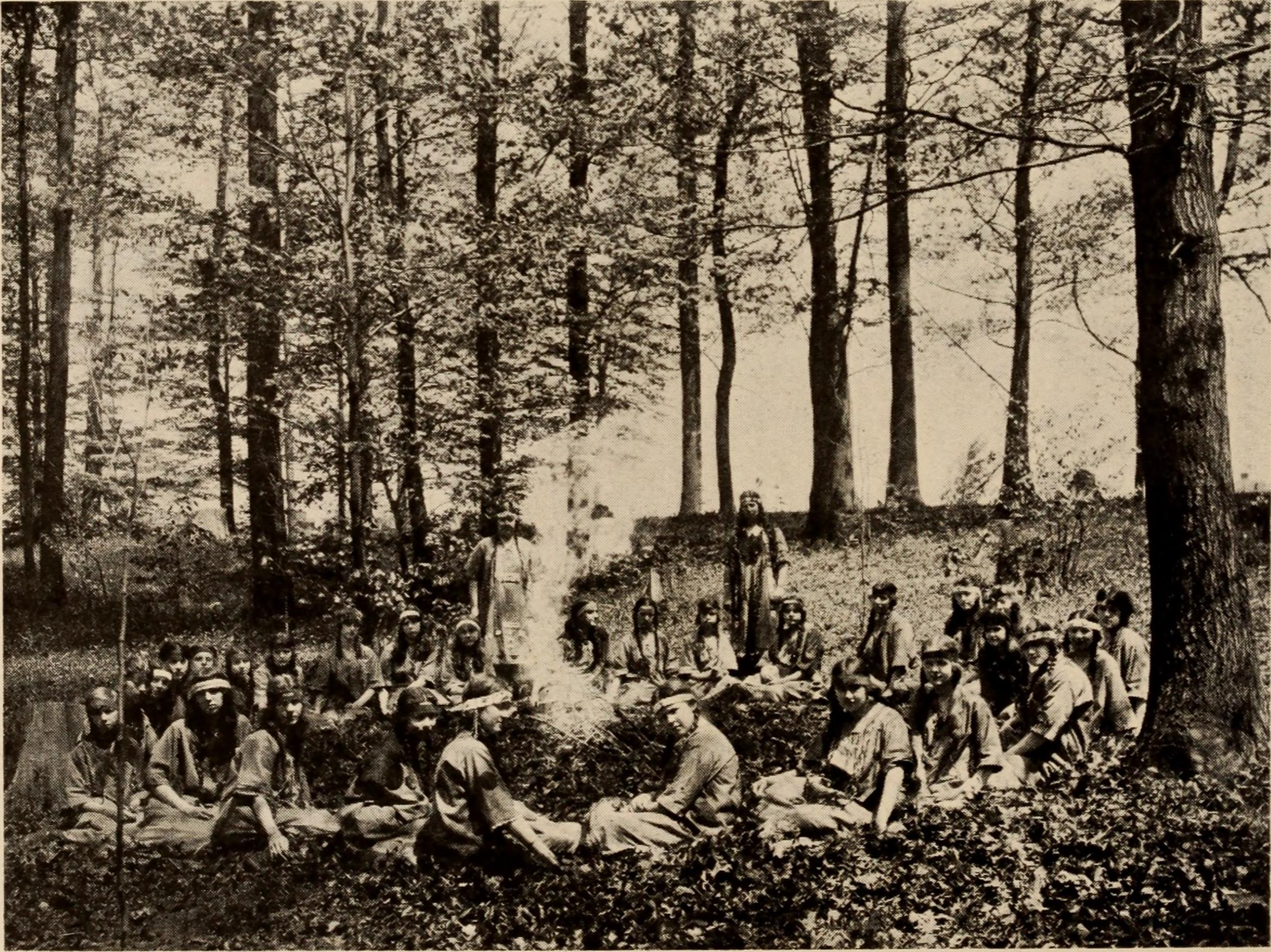
キャンプファイヤー（1917年）

この呪術的かつ宗教的な儀式は、発祥地および宗派や呪術の流派といった起源は不明である。「火の神への崇拝が起源」だと言う人もいる。
キャンプファイヤーを囲んで『オクラホマミキサー』などでフォークダンスをするのはアメリカ合衆国が発祥である。
日本には戦後、連合国軍最高司令官総司令部 (GHQ) により持ち込まれ、学校教育の中に取り込まれた。1970年代ごろまでは多くの高等学校や大学で学園祭の後などに実施されていたが、騒音や風紀、防火などの理由から徐々に行われなくなり、現在では学校の敷地内で火を焚く例はほとんどみられなくなった。

## キャンプのプログラムのひとつとして行うキャンプファイヤー

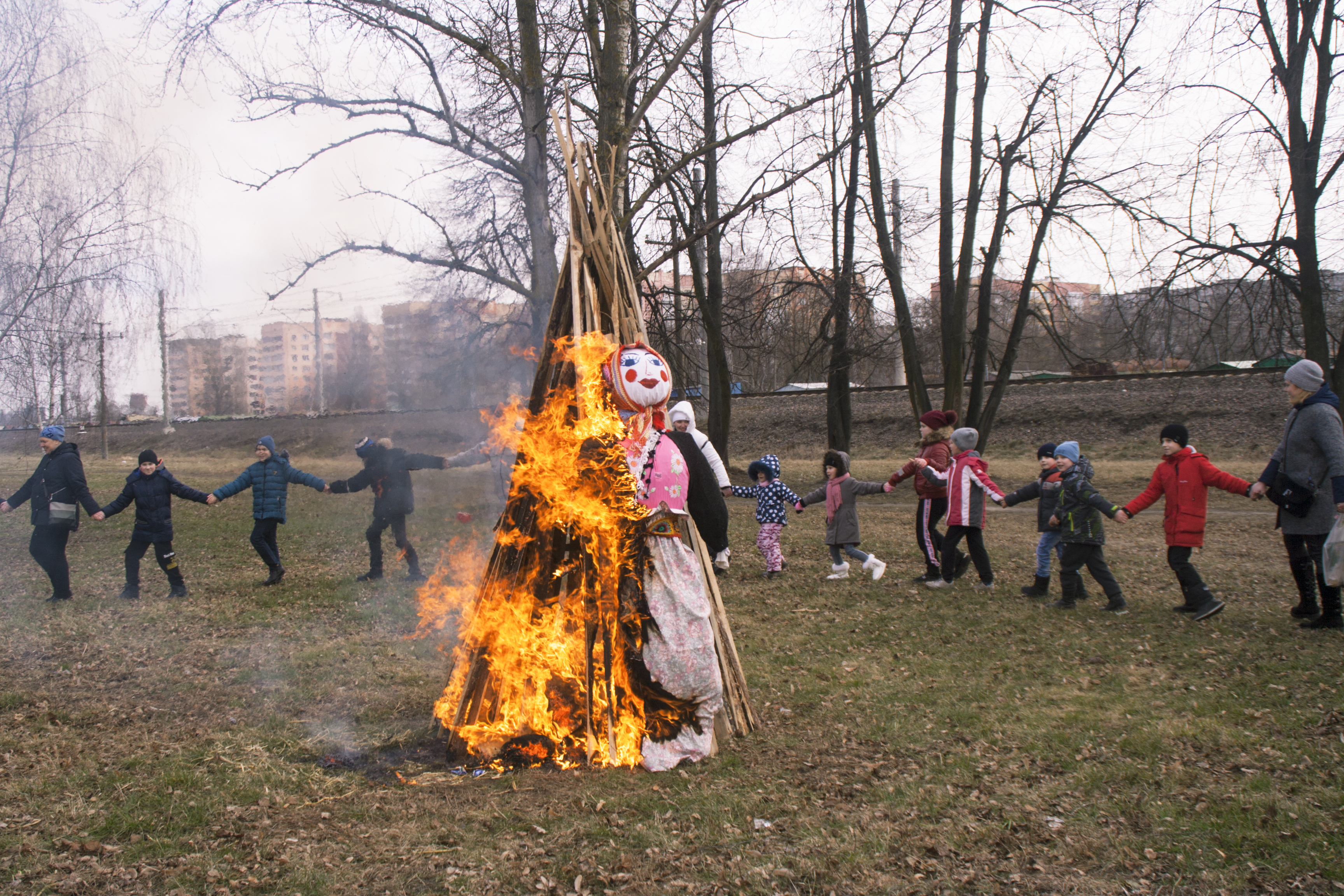
プログラムとして行うキャンプファイヤー

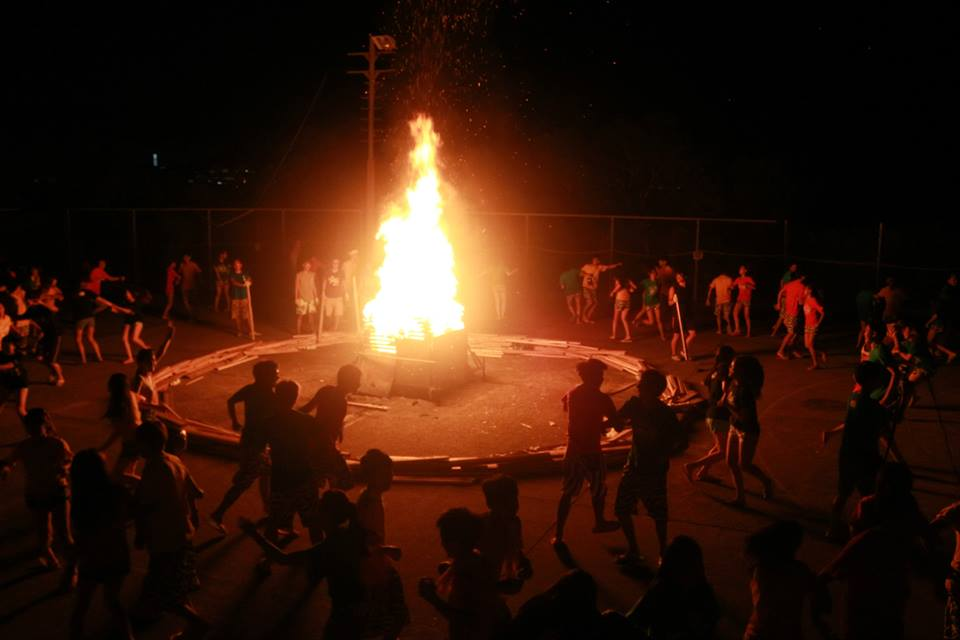

プログラム（キャンプ中の行事）としてのキャンプファイヤーの定義は人によっても異なるが、一緒にキャンプをしている団体のメンバーが集まって輪になり、その中心に薪を組んで、焚き火をする形が一般的である。火が燃えている間、集まった全員で歌を歌ったり、踊ったり、過ごし方はさまざまである。
焚き火そのものの火力の操作などをする人を「ファイヤーキーパー（営火係）」といい、その周りで、コミュニケーションゲームや歌などの行事全体を仕切る人を「エールマスター（司会）」という。
また、キャンプファイヤーによっては、「ファイヤーチーフ（営火長）」や「火の神」などと呼ばれる、井桁などへの点火で重要な役割を行う担当者を設けることもある。この役割の人選にあたっては、学校や各種団体などの責任者、もしくはスタッフの最年長者などが選ばれることが多い。

## 儀式として行うキャンプファイヤー
儀式として行うキャンプファイヤーは、「親睦の火」や「儀式の火」とも呼ばれ、親睦の儀式の場である。儀式の細かい内容は様々であるが、儀式的な要素を用いて徐々に火の世界を作り上げる。盛り下がりは神聖さを重視し、雰囲気に重点を置く。キャンプファイヤーの最後は火の神の言葉を拝聴し、友情の火の誓いを立て、終了とすることが多い。